# Janin Halisch
Janin Halisch (* 18. Januar 1984 in Berlin) ist eine deutsche Filmemacherin, die in Berlin lebt.

## Werdegang
Bereits mit 17 Jahren stand sie auf der Bühne und arbeitete mit dem Maxim Gorki Theater und den Sophiensälen zusammen. In der Filmarche engagierte sie sich von 2006 bis 2009 und nahm dann 2009 ihr Studium  an der Deutschen Film- und Fernsehakademie in Berlin (DFFB) auf.
Sie arbeitet als Drehbuchautorin, Regisseurin, sowie als Darstellerin und sie unterrichtet.
2013 gewann ihr Film Vor Dir in Mexiko beim Mexico International Film Festival den Bronze Palm Award.
Janin Halisch ist Mitglied bei ProQuote Regie.

## Filmographie (Auswahl)
- 2013/2014: Ihr und eure Welt (Regie, Drehbuch)
- 2012–2014: Der Samurai (Darsteller)
- 2012: Skinny Love (Regie)
- 2012: Vor Dir (Regie, Drehbuch, Produzent)
- 2023: Sprich mit mir
- 2024: SOKO Köln (Regie)

## Auszeichnungen
- 2013:  Mexico International Film Festival, Bronze Palm Award